# 埤子村
23°35′12″N 120°21′55.1″E / 23.58667°N 120.365306°E
埤子村是中華民國臺灣嘉義縣新港鄉轄下的行政區，位於台灣嘉南平原東接嘉義縣溪口鄉，西面與北面以北港溪為界與雲林縣元長鄉為鄰。全村面積2.597175平方公里，行政區包含9鄰、217戶，人口數651人，務農為業，「埤子彩繪村」為該村特色景點。

## 地理
全村面積2.597175平方公里，是臺灣嘉義縣新港鄉轄下的行政區，位於新港鄉北方，隔著一條北港溪與雲林縣元長鄉相望，向東和嘉義縣溪口鄉接界。地處於嘉南平原北端，有溪口大排水溝和埤子頭排水溝通過，土壤肥沃，是大宗蔬果的產區。埤子村舊地名「埤仔頭」，1706年 (清康熙45年)西勢陂在打貓庄(嘉義縣民雄鄉)西北源由三疊溪分流，灌西勢潭、柴林脚二莊，此地因位於西勢潭陂的陂頭地帶而得名。
此村是由「埤子頭」、「過港」兩個聚落所組成，東北兩邊與嘉義縣溪口鄉接壤，西界崙仔，南邊為新港鄉海瀛村。「過港」的名稱自清朝便開始使用,因有埤子頭大排相隔, 故村民稱9鄰聚落為「過港」。「下店」位於村子南方通往新港鄉古民村之處的一間商店，故名。「雞角寮」則是位於此村8鄰的小聚落，起源於一戶洪姓人家，主人姓名為洪雞角，村民就稱該地為雞角寮，又有人稱「半路厝」，是該地方為村庄通往新港鄉的一半路程，因而得名。

## 聚落歷史
1896年（日治初期明治29年）此地有66戶，人口數為241人，日治末年時有89戶，2017 年6月(民國106年)有217戶，人口數651人。先民多由福建一帶移民定居，務農為業，因此村地勢低，每年夏季常逢一至二次的洪水氾濫。早期村民生計困難無力建廟宇，祭祀都是春、秋二季設壇敬拜，信眾到爐主家宅奉祀，一年一度輪流。1942年(日昭和17年)時逢二次世界大戰中，日政府實施皇民化政策，破壞宗教信仰燒毀所有神像，因該庄是奉祀爐主家宅，倖免受燒燬。
埤子村歷屆村長
| 任次 | 姓名   | 任期          |
| ---- | ------ | ------------- |
| 1    | 郭圻   | 1946-1948     |
| 2    | 郭圻   | 1948-1950     |
| 3    | 郭圻   | 1950-1952     |
| 4    | 郭圻   | 1952-1955     |
| 5    | 鄭萬里 | 1955-1958     |
| 6    | 鄭萬里 | 1958-1961     |
| 7    | 鄭癸顯 | 1961-1965     |
| 8    | 鄭癸顯 | 1965-1969     |
| 9    | 鄭癸顯 | 1969-1973     |
| 10   | 劉麒麟 | 1973-1978     |
| 11   | 鄭維南 | 1978-1982     |
| 12   | 鄭維南 | 1982-1986     |
| 13   | 鄭維南 | 1986-1990     |
| 14   | 鄭川銘 | 1990-1994     |
| 15   | 鄭川銘 | 1994-1998     |
| 16   | 張世立 | 1998-2002     |
| 17   | 張世立 | 2002-2006     |
| 18   | 張世立 | 2006-2010     |
| 19   | 張世立 | 2010-2014     |
| 20   | 張世立 | 2014-2018現任 |

## 教育
埤子村學區隸屬嘉義縣新港鄉復興國小。復興國民小學創校於1969年(民國58年)，其前身是嘉義縣新港鄉古民國民學校崙子分校，在新港鄉六所國小中，是最晚成立的。從草創崙子分班二班，一直到鼎盛時期十三班，學生數達六百多人。由於經濟起飛工商業發達，在農村就業謀生不易，形成人口不斷外流。在2017年統計，該校已降至六班規模，學生數一百人以下的小型學校。

## 文化資源
- 玄聖宮：位於嘉義縣新港鄉埤子村40-2號，主神奉祀是關聖帝君。早期村民生計困難，雖奉祀神明但無力建廟，直到1981年(民國70年)地方仕紳黃金亮、張世立、鄭川銘、鄭維南等人號召募捐購買廟地。1984年(民國73年)動土興建完成[3]。  - 玄聖宮

- 埤子村活動中心：

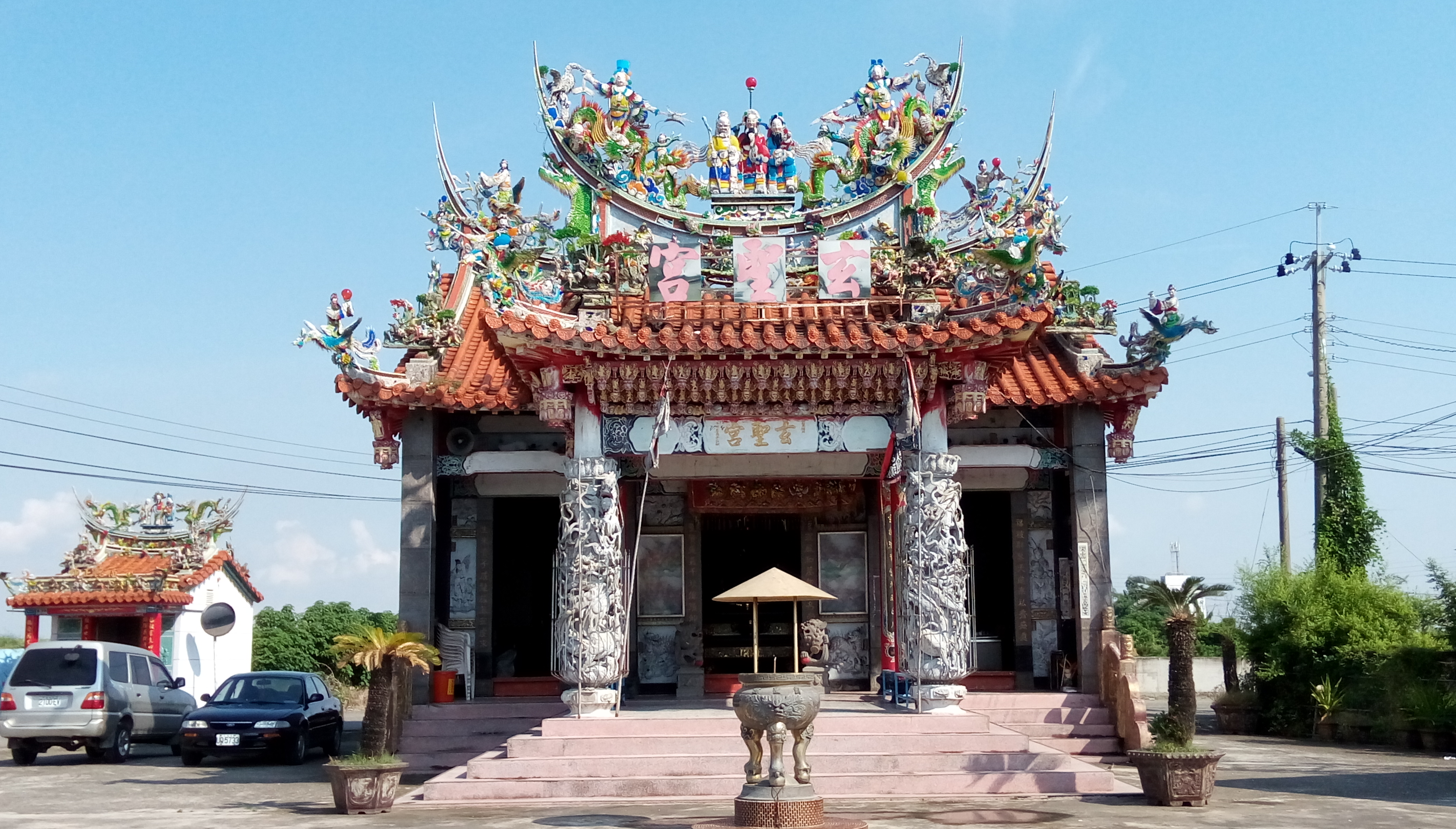
玄聖宮

位於嘉義縣新港鄉埤子村７鄰埤子頭１號之２，是村民集會休閒場所，興建於1966年(民國55年)，在鄭癸顯村長任內完成，後因建物老舊不堪，經張世立村長在原地方重新改建。

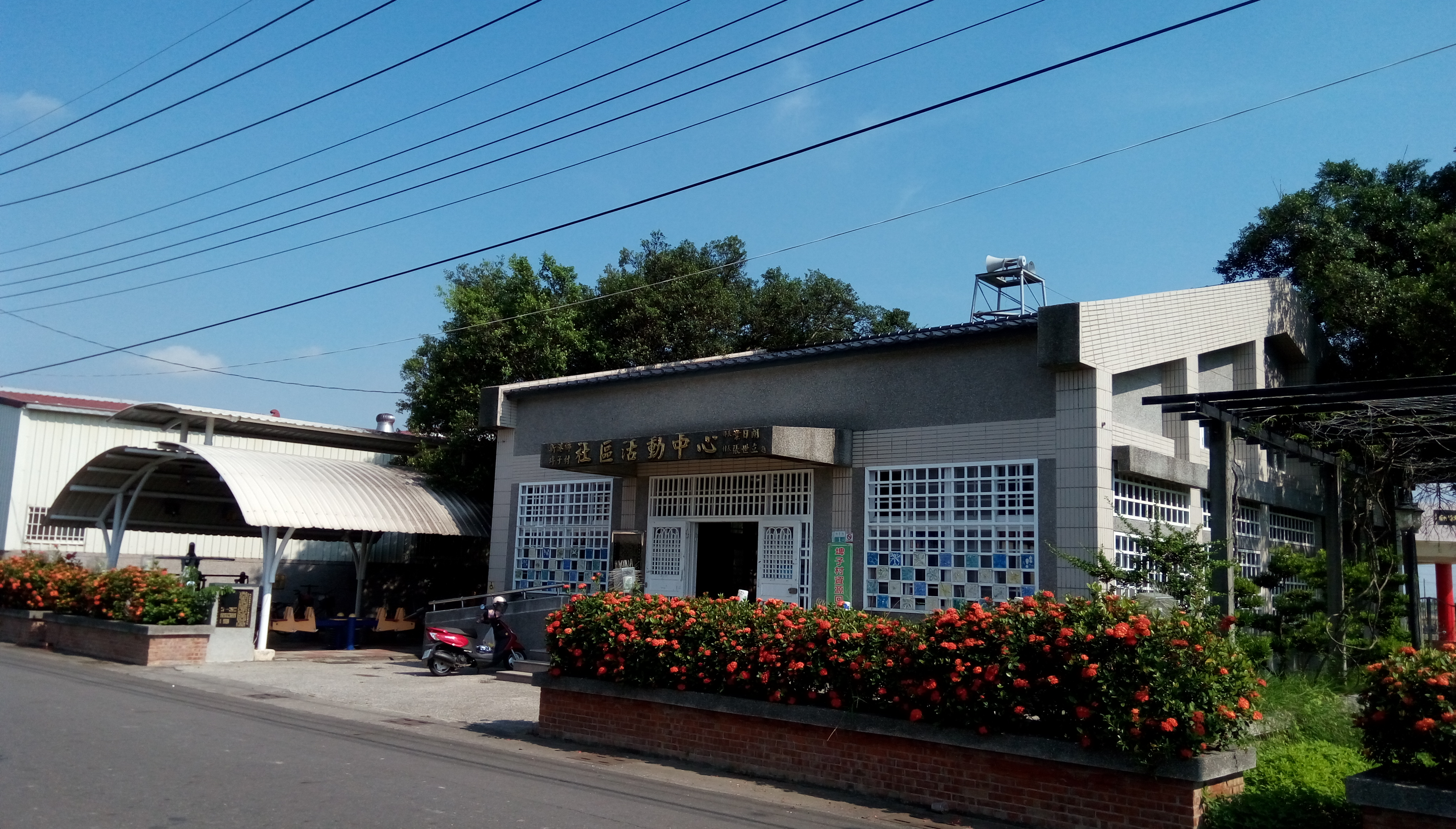
埤子村活動中心

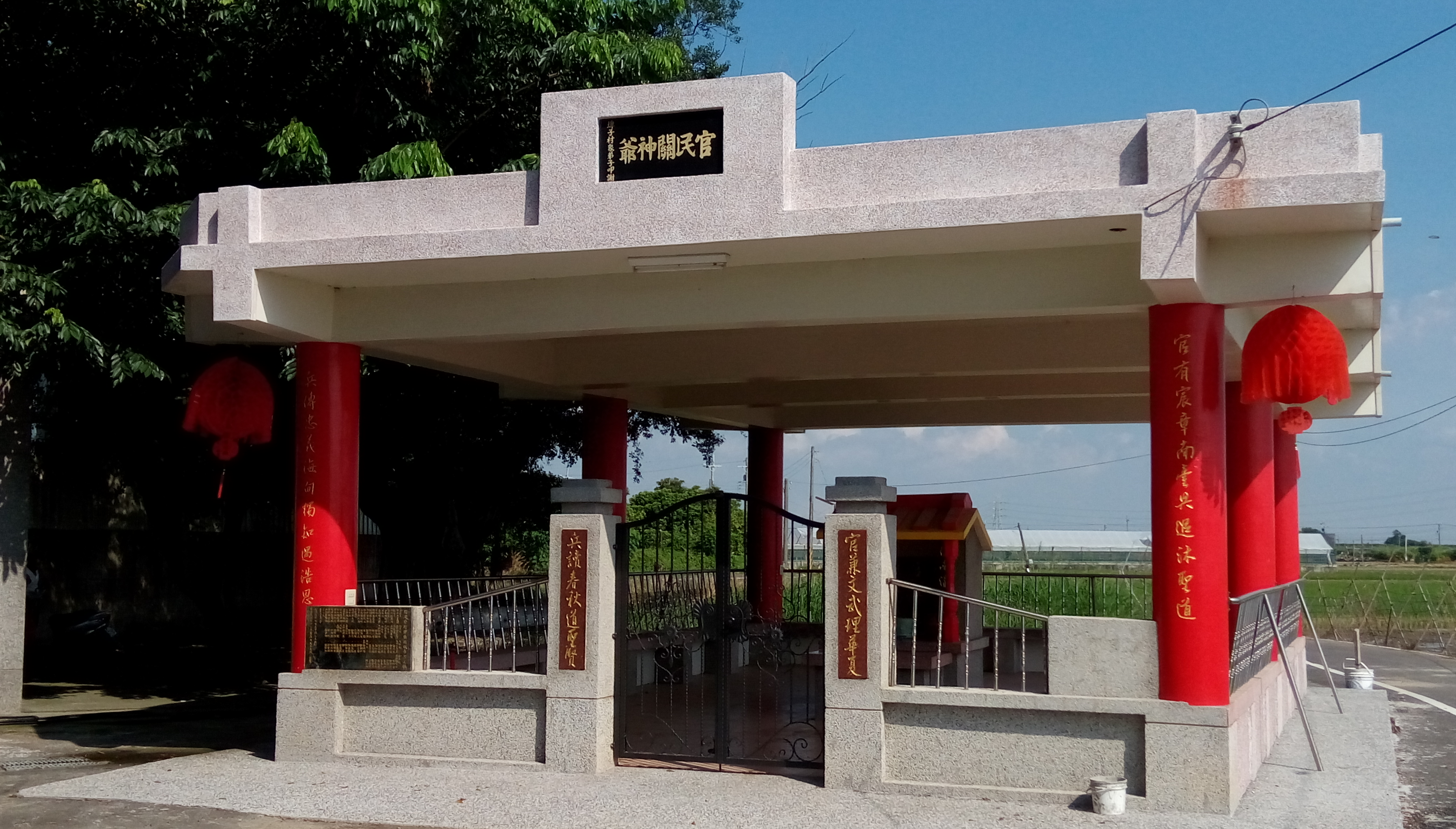
官民關神爺：在埤子村活動中心旁邊有一座「官民關神爺」，村內長者指出埤子頭北邊有一條「林頭港」通往「北港」，後來林投樹遭砍伐殆盡後在活動中心現址發現一座石碑，上刻有「軍官義民陣亡墓」年代無從查考，後來因「大家樂」風行，而擴大規模蓋了這座「官民關神爺」(1964年迄今)。  - 官民關神爺

- 民雄分局埤頭派出所，位於嘉義縣新港鄉埤子頭32號。埤子村在鄰近村落中是最小的一個，但因開發的早，在日治時代就設有埤仔頭派出所，管轄範圍包括南崙村、北崙村及海瀛村共四村，自日治時代至2017年約有百年歷史[4]。

## 景點
- 埤子彩繪村:新港埤子村是以大象為主題的彩繪村，2014年(民國103年)開始彩繪美化家園，取大象聯想到鼻子(埤子)諧音，又因埤子地勢較低，每雨必淹，以大象為吉祥物主題，希望大象鼻子把積水都排光。埤子村鄰近北崙村、南崙村(同屬埤頭派出所轄區)，齊做社區外牆彩繪，三村串連成為大型彩繪村落[7]。

## 其他特色
- 瑞昇酒廠，位於嘉義縣新港鄉埤子村７鄰１號，酒廠設立於2002年(民國91年)，負責人為陳國瑞先生，在政府開放民間設立酒廠後，陳先生從南投縣埔里鎮搬回新港埤子，設立嘉義第一家民營酒廠[4]。